# Chelsea Handler
Chelsea Joy Handler (ur. 25 lutego 1975 roku w Livingston w New Jersey) – amerykańska aktorka, modelka, prezenterka telewizyjna i komik.